# 1073
Високе Середньовіччя •  Золота доба ісламу •  Реконкіста •  Київська Русь

## Геополітична ситуація
Візантію очолює Михайло VII. Генріх IV є королем Німеччини, а Філіп I — королем Франції.
Апеннінський півострів розділений між численними державами: північ належить Священній Римській імперії, середню частину займає Папська область, південна частина півострова окупована норманами. Деякі міста півночі: Венеція, Генуя, мають статус міст-республік.
Південь Піренейського півострова займають численні емірати, що утворилися після розпаду Кордовського халіфату. Північну частину півострова займають християнські Кастилія, Леон (Астурія, Галісія), Наварра, Арагон та Барселона. Вільгельм Завойовник став королем Англії, Олаф III є королем Норвегії, а Свейн II Данський — Данії.
У Київській Русі великим князем став Святослав Ярославич. У Польщі княжить Болеслав II Сміливий. Хорватію очолює Петар Крешимир IV. На чолі королівства Угорщина стоїть Шаламон I.
Аббасидський халіфат очолює аль-Каїм під покровительством сельджуків, які окупували Персію, в Єгипті владу утримують Фатіміди, у Магрибі панують Альморавіди, у Середній Азії правлять Караханіди, Газневіди втримують частину Індії. У Китаї продовжується правління династії Сун. Значною державою в Індії є Чола. В Японії триває період Хей'ан.

## Події
- Брати прогнали з Києва великого князя Ізяслава Ярославовича. Святослав Ярославич захопив київський престол.
- У Києві переписано енциклопедичний збірник Ізборник Святослава.
- Спалахнув конфлікт між королем Німеччини Генріхом IV та великими феодалами Саксонії. Король не прийняв делегацію саксонців, після чого вони зібрали 60-тисячне військо й пішли на Гослар, висуваючи до Генріха довгий перелік вимог. Генріху довелося втікати.
- Норманин Роберт Гвіскар приєднав до своїх володінь Герцогство Амальфійське.
- Розпочався понтифікат папи-реформатора Григорія VII.
- Папа римський отримав від візантійського імператора Михайла VII послання з проханням допомоги у війні з турками-сельджуками.
- турки-сельджуки захопили Єрусалим у Фатимідського халіфату.
- «Ізборник Святослава 1073 р.»